# Proteuxoa confinis
Proteuxoa confinis är en fjärilsart som beskrevs av Walker 1857. Proteuxoa confinis ingår i släktet Proteuxoa och familjen nattflyn. Inga underarter finns listade i Catalogue of Life.